# Società Sportiva Lanerossi Vicenza 1971-1972
Questa voce raccoglie le informazioni riguardanti la Società Sportiva Lanerossi Vicenza nelle competizioni ufficiali della stagione 1971-1972.

## Stagione
Nell'estate 1971 tornò sulla panchina dei biancorossi Umberto Menti, alla sua quarta e ultima esperienza alla guida della squadra. In campionato il L.R. Vicenza, pur partendo coo quattro sconfitte, alla fine raccolse comunque 11 punti nel girone di andata e 12 nel ritorno, tenendosi sempre un passo sopra la bagarre della zona salvezza: con 23 punti chiuse la classifica al dodicesimo posto, evitando per due lunghezze la retrocessione che invece toccò alle dirette rivali Catanzaro e Mantova, e al già condannato Varese.

Chinesinho e Maraschi scherzano in allenamento

In Coppa Italia venne eliminato al primo turno dopo essersi classificato al terzo posto nel proprio girone eliminatorio, dietro alle qualificate Bologna e Modena, e davanti a Reggiana e Cesena. Al termine della stagione il Vicenza disputò inoltre la Coppa Anglo-Italiana, non superando un girone che lo vide contrapposto, oltre ai connazionali della Sampdoria, alle inglesi Birmingham City e Blackpool, quest'ultimo futuro finalista dell'edizione.
Il centravanti Mario Maraschi assurse a migliore marcatore stagionale dei vicentini con 14 reti, di cui 11 in campionato e 3 in Coppa Italia.

## Rosa
| N. |                   | Ruolo | Calciatore         |
| -- | ----------------- | ----- | ------------------ |
|    | Italia (bandiera) | P     | Adriano Bardin     |
|    | Italia (bandiera) | P     | Roberto Anzolin    |
|    | Italia (bandiera) | D     | Paolino Stanzial   |
|    | Italia (bandiera) | D     | Sergio Carantini   |
|    | Italia (bandiera) | D     | Mario Calosi       |
|    | Italia (bandiera) | D     | Roberto De Petri   |
|    | Italia (bandiera) | D     | Gianfranco Volpato |
|    | Italia (bandiera) | A     | Ezio Vendrame      |
|    | Italia (bandiera) | D     | Attilio Berti      |

| N. |                    | Ruolo | Calciatore        |
| -- | ------------------ | ----- | ----------------- |
|    | Italia (bandiera)  | C     | Cesare Poli       |
|    | Brasile (bandiera) | C     | Chinesinho        |
|    | Italia (bandiera)  | C     | Renato Faloppa    |
|    | Italia (bandiera)  | A     | Nicola Ciccolo    |
|    | Italia (bandiera)  | C     | Domenico Fontana  |
|    | Italia (bandiera)  | A     | Mario Maraschi    |
|    | Italia (bandiera)  | A     | Claudio Turchetto |
|    | Italia (bandiera)  | A     | Sergio Bagatti    |
|    | Italia (bandiera)  | A     | Oscar Damiani     |

## Risultati

### Serie A

#### Girone di andata
| Arbitro: | Gussoni (Tradate) |

|              |           |  |
| Amarildo 75’ | Marcatori |  |

| Arbitro: | Panzino (Catanzaro) |

|                 |           |             |
| Pulici 43’, 61’ | Marcatori | 27’ Ciccolo |

| Arbitro: | Lo Bello (Siracusa) |

|  |           |                             |
|  | Marcatori | 41’ Prati 72’ (rig.) Rivera |

| Arbitro: | Serafino (Roma) |

|                           |           |             |
| G. Savoldi 31’ Perani 44’ | Marcatori | 60’ Damiani |

| Arbitro: | Reggiani (Bologna) |

|                             |           |           |
| D. Fontana 51’ Maraschi 69’ | Marcatori | 66’ Orazi |

| Arbitro: | Calì (Roma) |

|             |           |                                     |
| Bianchi 42’ | Marcatori | 18’ Faloppa 44’ Ciccolo 54’ Damiani |

| Arbitro: | Bernardis (Roma) |

|            |           |             |
| Spelta 14’ | Marcatori | 66’ Damiani |

| Arbitro: | Monti (Ancona) |

|                                                                 |           |                             |
| Turchetto 14’, 60’ D. Fontana 43’ Damiani 47’, 71’ Maraschi 63’ | Marcatori | 46’ Altafini 48’ Manservisi |

| Arbitro: | Panzino (Catanzaro) |

|                              |           |                     |
| Merlo 6’ Chiarugi 79’ (rig.) | Marcatori | 30’ (rig.) Maraschi |

| Arbitro: | Toselli (Cormons) |

|  |           |                                                   |
|  | Marcatori | 60’, 87’ Boninsegna 63’ M. Bertini 69’ S. Mazzola |

| Arbitro: | R. Lattanzi (Roma) |

|  |           |          |
|  | Marcatori | 37’ Riva |

| Arbitro: | Casarin (Milano) |

|             |           |             |
| Cristin 54’ | Marcatori | 74’ Damiani |

| Arbitro: | Monti (Ancona) |

|             |           |  |
| Fontana 62’ | Marcatori |  |

| Varese 16 gennaio 1972 14ª giornata | Varese          | 0 – 0 | Lanerossi Vicenza | Stadio Franco Ossola\| Arbitro: \| Serafino (Roma) \| |
| Arbitro:                            | Serafino (Roma) |       |                   |                                                       |

| Arbitro: | Giunti (Arezzo) |

|              |           |                                   |
| Maraschi 45’ | Marcatori | 1’ Causio 4’ Capello 71’ Anastasi |

#### Girone di ritorno
| Arbitro: | Lo Bello (Siracusa) |

|  |           |             |
|  | Marcatori | 85’ Franzot |

| Vicenza 6 febbraio 1972 17ª giornata | Lanerossi Vicenza | 0 – 0 | Torino | Stadio Romeo Menti\| Arbitro: \| Branzoni (Pavia) \| |
| Arbitro:                             | Branzoni (Pavia)  |       |        |                                                      |

| Arbitro: | Toselli (Cormons) |

|             |           |              |
| Benetti 54’ | Marcatori | 73’ Maraschi |

| Arbitro: | Motta (Monza) |

|                          |           |                                           |
| Bagatti 29’ Maraschi 80’ | Marcatori | 49’ F. Landini 59’ Gregori 82’ Bulgarelli |

| Arbitro: | Torelli (Milano) |

|                      |           |                           |
| Orazi 26’ Maioli 32’ | Marcatori | 25’ Maraschi 55’ Vendrame |

| Arbitro: | Reggiani (Bologna) |

|                |           |  |
| D. Fontana 51’ | Marcatori |  |

| Arbitro: | Menegali (Roma) |

|                   |           |  |
| Maraschi 23’, 51’ | Marcatori |  |

| Arbitro: | Michelotti (Parma) |

|              |           |             |
| Altafini 59’ | Marcatori | 80’ Bagatti |

| Arbitro: | Serafino (Roma) |

|  |           |                |
|  | Marcatori | 11’ F. Mazzola |

| Arbitro: | Trono (Torino) |

|                                     |           |                     |
| Boninsegna 48’ (rig.) Facchetti 51’ | Marcatori | 63’ (rig.) Maraschi |

| Arbitro: | Menegali (Roma) |

|                                              |           |  |
| Gori 14’ Stanzial 45’ (aut.) Riva 87’ (rig.) | Marcatori |  |

| Arbitro: | Branzoni (Pavia) |

|                     |           |  |
| Maraschi 89’ (rig.) | Marcatori |  |

| Arbitro: | Pieroni (Roma) |

|  |           |          |
|  | Marcatori | 46’ Poli |

| Arbitro: | Ciacci (Firenze) |

|  |           |                                              |
|  | Marcatori | 52’ Massimelli 54’, 88’ Braida 72’ G. Morini |

| Arbitro: | Monti (Ancona) |

|                        |           |  |
| Haller 26’ Spinosi 30’ | Marcatori |  |

### Coppa Italia

#### Primo turno
| Arbitro: | Porcelli (Lodi) |

|                         |           |  |
| Damiani 27’ Ciccolo 54’ | Marcatori |  |

| Arbitro: | Monti (Ancona) |

|                                |           |  |
| Fraternali 20’ Facchinetti 85’ | Marcatori |  |

| Arbitro: | Bianchi (Firenze) |

|                       |           |             |
| Poli 34’ Maraschi 88’ | Marcatori | 89’ Rizzati |

| Arbitro: | Levrero (Genova) |

|                                                   |           |                          |
| G. Savoldi 25’, 85’ Pace 46’ Fedele 67’ Rizzo 83’ | Marcatori | 19’, 29’ (rig.) Maraschi |

## Statistiche

### Statistiche di squadra
| Competizione | Punti | In casa | In casa | In casa | In casa | In casa | In casa | In trasferta | In trasferta | In trasferta | In trasferta | In trasferta | In trasferta | Totale | Totale | Totale | Totale | Totale | Totale | DR  |
| Competizione | Punti | G       | V       | N       | P       | Gf      | Gs      | G            | V            | N            | P            | Gf           | Gs           | G      | V      | N      | P      | Gf     | Gs     | DR  |
| ------------ | ----- | ------- | ------- | ------- | ------- | ------- | ------- | ------------ | ------------ | ------------ | ------------ | ------------ | ------------ | ------ | ------ | ------ | ------ | ------ | ------ | --- |
| Serie A      | 23    | 15      | 6       | 1       | 8       | 16      | 22      | 15           | 2            | 6            | 7            | 14           | 21           | 30     | 8      | 7      | 15     | 30     | 43     | -13 |
| Coppa Italia |       | 2       | 2       | 0       | 0       | 4       | 1       | 2            | 0            | 0            | 2            | 2            | 7            | 4      | 2      | 0      | 2      | 6      | 8      | -2  |
| Totale       |       | 17      | 8       | 1       | 8       | 20      | 23      | 17           | 2            | 6            | 9            | 16           | 28           | 34     | 10     | 7      | 17     | 36     | 51     | -15 |

### Statistiche dei giocatori
| Giocatore    | Serie A  | Serie A | Coppa Italia | Coppa Italia | Totale   | Totale |
| Giocatore    | Presenze | Reti    | Presenze     | Reti         | Presenze | Reti   |
| ------------ | -------- | ------- | ------------ | ------------ | -------- | ------ |
| A. Bardin    | 26       | -34     | ?            | ?            | 26+      | -34+   |
| R. Anzolin   | 7        | -9      | ?            | ?            | 7+       | -9+    |
| P. Stanzial  | 29       | 0       | ?            | ?            | 29+      | 0+     |
| S. Carantini | 26       | 0       | ?            | ?            | 26+      | 0+     |
| M. Calosi    | 26       | 0       | ?            | ?            | 26+      | 0+     |
| R. De Petri  | 4        | 0       | ?            | ?            | 4+       | 0+     |
| G. Volpato   | 9        | 0       | ?            | ?            | 9+       | 0+     |
| E. Vendrame  | 15       | 1       | ?            | ?            | 15+      | 1+     |
| A. Berti     | 13       | 0       | ?            | ?            | 13+      | 0+     |
| C. Poli      | 30       | 1       | 1+           | 1            | 31+      | 2      |
| Cinesinho    | 12       | 0       | ?            | ?            | 12+      | 0+     |
| R. Faloppa   | 28       | 1       | ?            | ?            | 28+      | 1+     |
| N. Ciccolo   | 23       | 2       | 1+           | 1            | 24+      | 3      |
| D. Fontana   | 29       | 4       | ?            | ?            | 29+      | 4+     |
| M. Maraschi  | 29       | 11      | 2+           | 3            | 31+      | 14     |
| C. Turchetto | 16       | 2       | ?            | ?            | 16+      | 2+     |
| S. Bagatti   | 13       | 2       | ?            | ?            | 13+      | 2+     |
| O. Damiani   | 16       | 6       | 1+           | 1            | 17+      | 7      |